# Hell (musikgrupp)
För andra betydelser, se Hell (olika betydelser).
Hell är ett engelskt heavy metal-band bildat 1982. Två veckor innan bandet skulle påbörja inspelningen av sitt debutalbum 1987 gick deras skivbolag (Mausoleum) i konkurs, vilket ledde till att bandet splittrades och sångaren Dave Halliday begick självmord. Men bandets trogna fans fortsatte att lyssna på och sprida deras demokassetter, och 2008 återförenades Hell. Den nya sättningen bestod av de tre överlevande originalmedlemmarna Kev Bower, Tony Speakman och Tim Bowler tillsammans med Kev Bowers yngre bror David Bower och den välkände gitarristen och musikproducenten Andy Sneap på gitarr. Debutalbumet Human Remains spelades in och släpptes till slut år 2011, 24 år försenat.

## Medlemmar
Nuvarande medlemmar

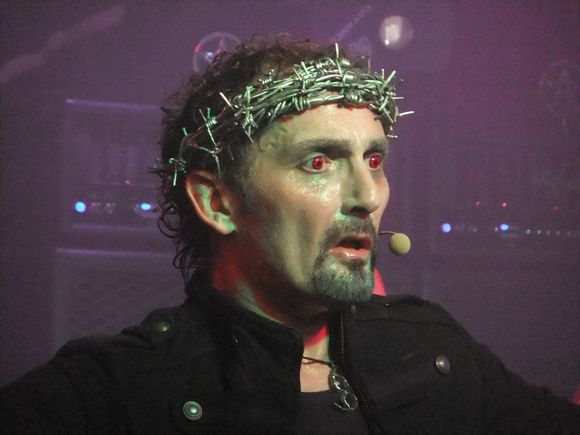
David Bower uppträder live med Hell.

- Tony Speakman – basgitarr (1982–1987, 2008–)
- Tim Bowler – trummor (1982–1987, 2008–)
- Kev Bower – gitarr, keyboard, sång (1982–1987, 2008–)
- Andy Sneap – gitarr (2008–)
- David Bower – sång (2010–)

Tidigare medlemmar
- Dave Halliday – sång, gitarr (1982–1987; död 1987)
- Sean Kelley – gitarr (1986–1987)
- Martin Walkyier – sång (2008–2010)

## Diskografi
Demo
- 1982 – Demo 1982
- 1982 – Hell
- 1982 – Scheming Demons
- 1983 – Demo 1983
- 1983 – Demo #2 1983
- 1986 – Plague and Fire

Studioalbum
- 2011 –  Human Remains
- 2013 – Curse and Chapter

EP
- 2013 – The Age of Nefarious

Singlar
- 1983 – "Save Us From Those Who Would Save Us" / "Death Squad"
- 2011 – "Save Us from Those Who Would Save Us" / "On Earth as It Is in Hell"